# Sabinenkirche

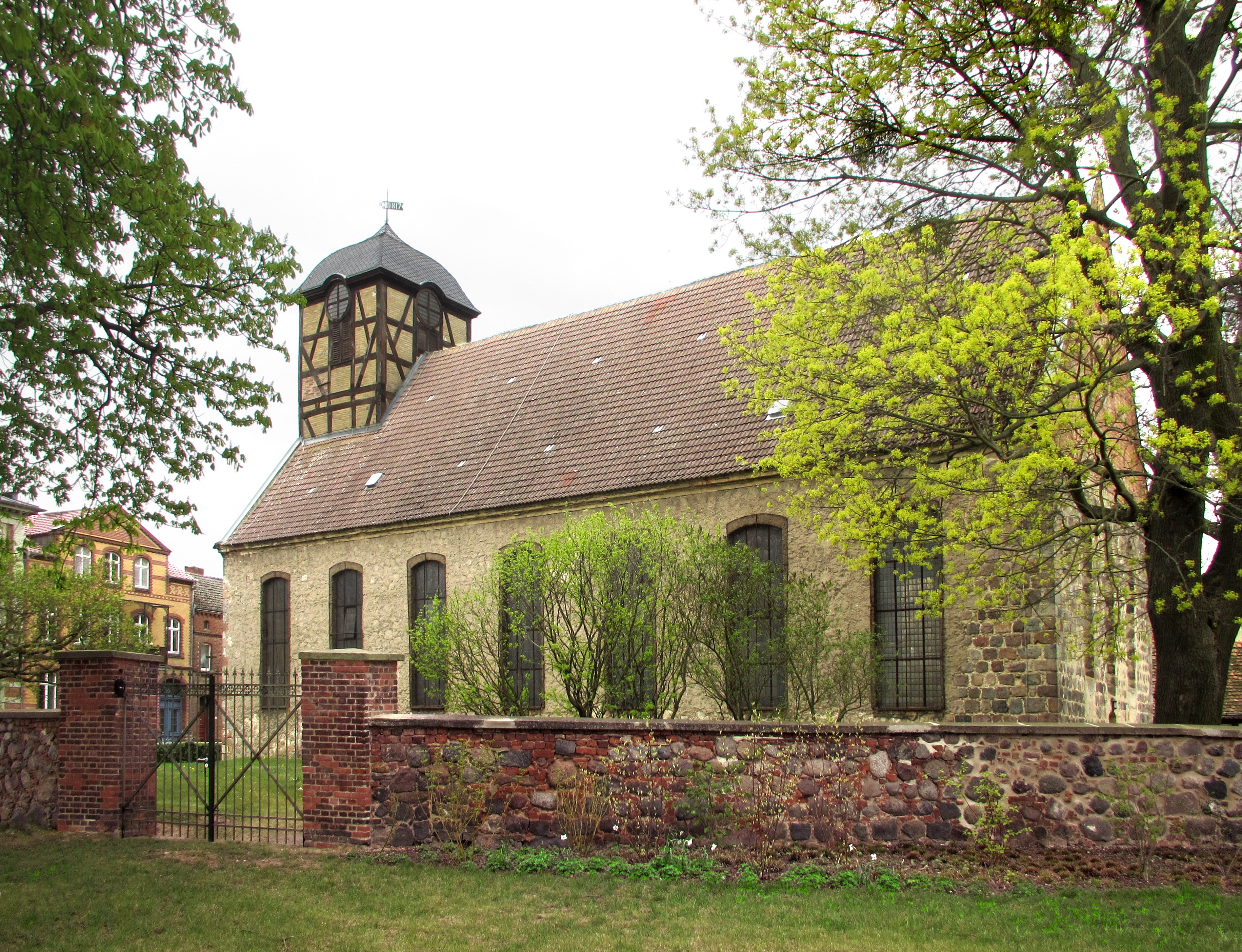
Ansicht der Kirche von Südosten

Die Sabinenkirche (auch St. Sabini oder St. Sabinen) ist eine Kirche in Prenzlau. Sie ist die älteste Kirche der Stadt. Vom ursprünglichen mittelalterlichen Bau ist im Wesentlichen nur der Ostgiebel erhalten. Die heutige Gestalt der Kirche wurde größtenteils im 19. Jahrhundert geprägt.
Sie ist im deutschsprachigen Raum die einzige nach einem Heiligen Sabinus benannte Kirche. Das Kirchengebäude steht unter Denkmalschutz. Ebenfalls denkmalgeschützt ist der Stall des Küstergrundstücks nordöstlich der Kirche.

## Lage
Die Kirche liegt im Westen von Prenzlau im Landkreis Uckermark in Brandenburg, in der Neustadt, später Berliner Vorstadt genannt. Die Innenstadt mit dem Marktplatz ist etwa 500 Meter von der Kirche entfernt. Direkt westlich des Kirchengeländes befindet sich der Ausfluss der Ucker aus dem Unteruckersee. Südlich der Kirche lag das frühere Sabinenkloster.

## Name
Der Name der Kirche leitet sich vom Namen Sabinus ab, entsprechend ist die Genitivform St. Sabini überliefert. Sie ist die einzige Kirche mit diesem Namen im deutschsprachigen Raum.
Über den Namenspatron der Kirche gibt es unterschiedliche Vermutungen. Einerseits wird der Märtyrer Sabinus von Assisi (auch Sabinus von Spoleto genannt) angenommen. Es gibt einige Zeichen seiner Ehrung im mittelalterlichen Pommern, unter anderem war er neben der Gottesmutter Maria und Godehard von Hildesheim einer der Namenspatrone des Klosters Grobe auf Usedom. Eine andere These sieht den Schutzpatron vor Überschwemmungen, Sabinus von Piacenza, als Namensgeber. Diese Annahme stützt sich auf die Hochwasser, von denen die direkt am Unteruckersee gelegene Kirche besonders häufig betroffen war. Einige Texte über die Kirche vermischen beide Personen und sehen Sabinus von Assisi als Schutzheiligen vor Hochwasser an.

## Geschichte
Im Bereich der Röwenburg am Nordufer des Unteruckersees gab es eine Siedlung, zu der bereits Ende des 12. Jahrhunderts die Existenz einer Kirche belegt ist. Mitte des 13. Jahrhunderts entstand südlich der bereits bestehenden Kirche ein Kloster, das Maria Magdalena als Schutzpatronin hatte, umgangssprachlich aber später Sabinenkloster genannt wurde.
Im Zuge der Reformation verlor das Kloster 1543 viele seiner Rechte, 1558 wurde es endgültig säkularisiert. Die Sabinenkirche wurde evangelische Pfarrkirche der Unterstadt (Neustadt).
Ende des 18. Jahrhunderts wurde der Westgiebel von Hochwassern unterspült. Es gab Pläne, dass sich die Gemeinde der Marienkirche anschließen sollte. Das lehnte die Gemeinde ab und sammelte Spenden für einen Wiederaufbau der Kirche, der schließlich 1816/17 verwirklicht wurde. Große Teile entstanden dabei völlig neu, der östliche Giebel des alten Baus blieb erhalten.
Im April 1945 kurz vor Ende des Zweiten Weltkrieges wurde die Stadt Prenzlau schwer zerstört. Zwar blieb die Kirche im Kern erhalten, ein Teil des Kircheninneren brannte aber aus, ebenso die 1816 von Carl August Buchholz gebaute Orgel. Auch Pfarrhaus und weitere Bauten im Umfeld wurden zerstört. In den 1950er und den 1970er Jahren gab es Restaurations- und Umbauarbeiten an der Kirche.

## Architektur

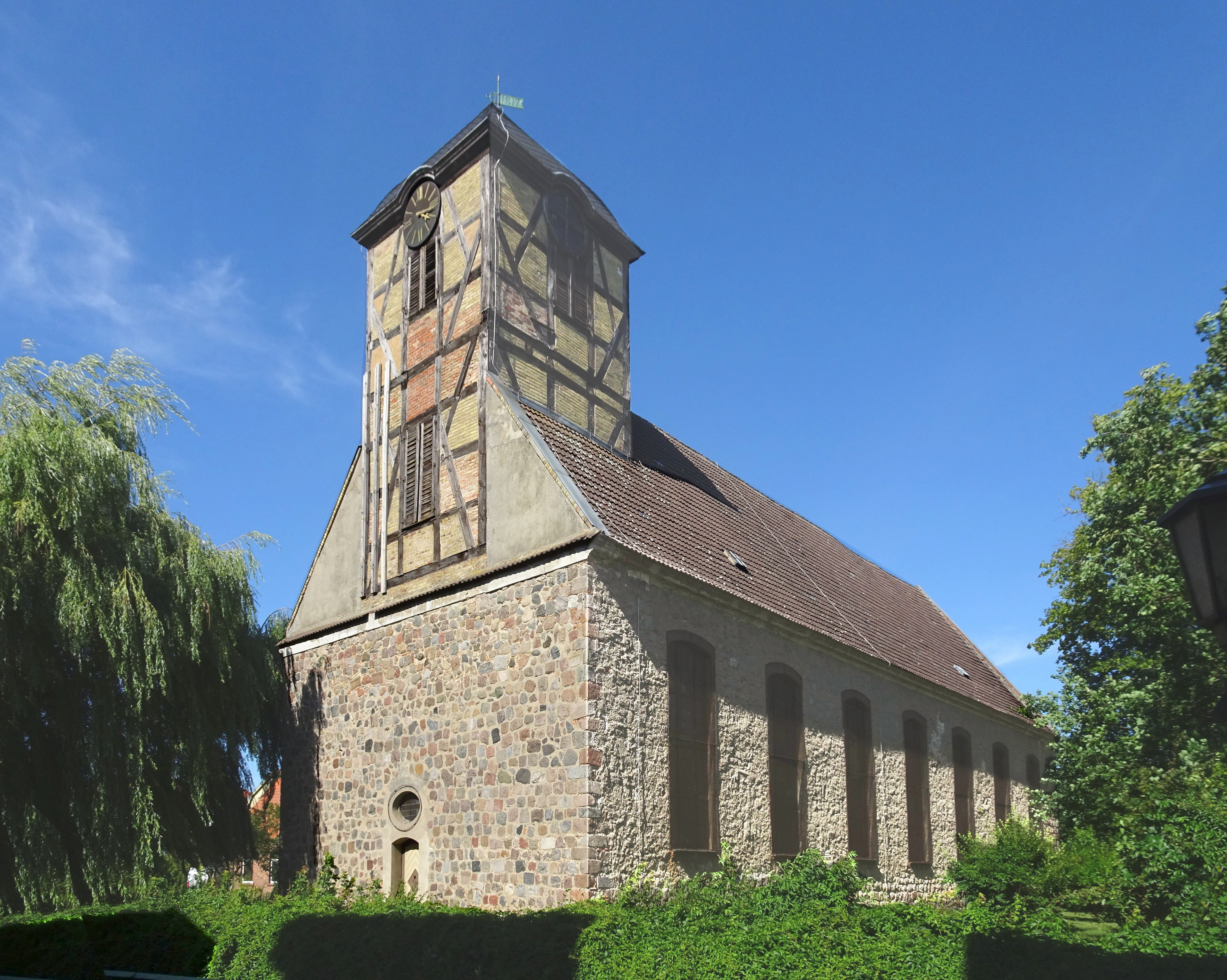
Kirche und Turm von Südwesten

Die Kirche ist ein langgestreckter, rechteckiger Feldsteinbau, der im moorigen Boden auf Eichenpfählen gegründet ist. Das ursprüngliche Bauwerk wurde 1816/17 umfassend erneuert. Der Saalbau hat auf der Nord- und der Südseite jeweils sieben Stichbogenfenster und im Inneren eine Putzdecke. An der Westseite ist im Giebel ein Fachwerkturm mit Dachhaube auf das Langhausdach aufgesetzt. Der mittelalterliche frühgotische Ostgiebel mit drei spitzbogigen Fenstern stammt vom Vorgängerbau. In fünf der Stichbogenfenster auf der Südseite ist die Verglasung von 1816/17 erhalten, die der übrigen Fenster wurde im Zweiten Weltkrieg zerstört.

## Ausstattung
Der dreigeschossige hölzerne Altaraufsatz stammt von 1597. Das Renaissance-Retabel wurde von einer Prenzlauer Bildschnitzerei gefertigt. Ein sehr ähnliches, noch im Originalzustand befindliches Stück befindet sich in der Dorfkirche Nieden. Beim Kirchenumbau wurde das Retabel 1817 zu einem Kanzelaltar umgestaltet, indem in das Mittelfeld ein Kanzelkorb eingesetzt wurde und die Kreuzigungsgruppe aus dem Mittelfeld in die erhöhte Predella versetzt wurde. Teile der Abendmahlgruppe, die sich ursprünglich in der Predella befunden hatte, wurden in seitlichen Nischen untergebracht, während die Figuren, die sich dort ursprünglich befanden, verloren sind. Drei der ursprünglich vier Evangelistenfiguren, Markus, Lukas und Matthäus, wurden an der Brüstung des Kanzelkorbes angebracht. Im Obergeschoss des Retabels ist die Auferstehung dargestellt. Nachdem der Altar Ende des 19. Jahrhunderts dunkel gestrichen worden war, wurde bei der Restaurierung 1972–1975 die ursprüngliche helle Farbfassung einschließlich der Vergoldung und Versilberung wiederhergestellt.
Das älteste Teil der Kirchenausstattung ist ein spätgotisches Kruzifix von 1530, das aus der im Zweiten Weltkrieg zerstörten Marienkirche stammt. Die Arme wurden später ergänzt. Ein hölzerner, barocker Taufständer stammt von 1725. Wie das Kruzifix kam er nach dem Zweiten Weltkrieg aus der Marienkirche in die Sabinenkirche. Beim Umbau Anfang des 19. Jahrhunderts erhielt die Kirche umlaufende Emporen, die auf beiden Längsseiten bis zum Altar reichten. Ein Teil davon wurde beim Umbau in den 1950er Jahren entfernt. An der Wand hängen vier Porträts früherer Pastoren, darunter der Chronist von Prenzlau Christoph Süring, von 1654 bis 1673 Pastor der Sabinenkirche.
Die Orgel ist ein Werk von Alexander Schuke Orgelbau, Potsdam, aus dem Jahr 1955.

## Umfeld

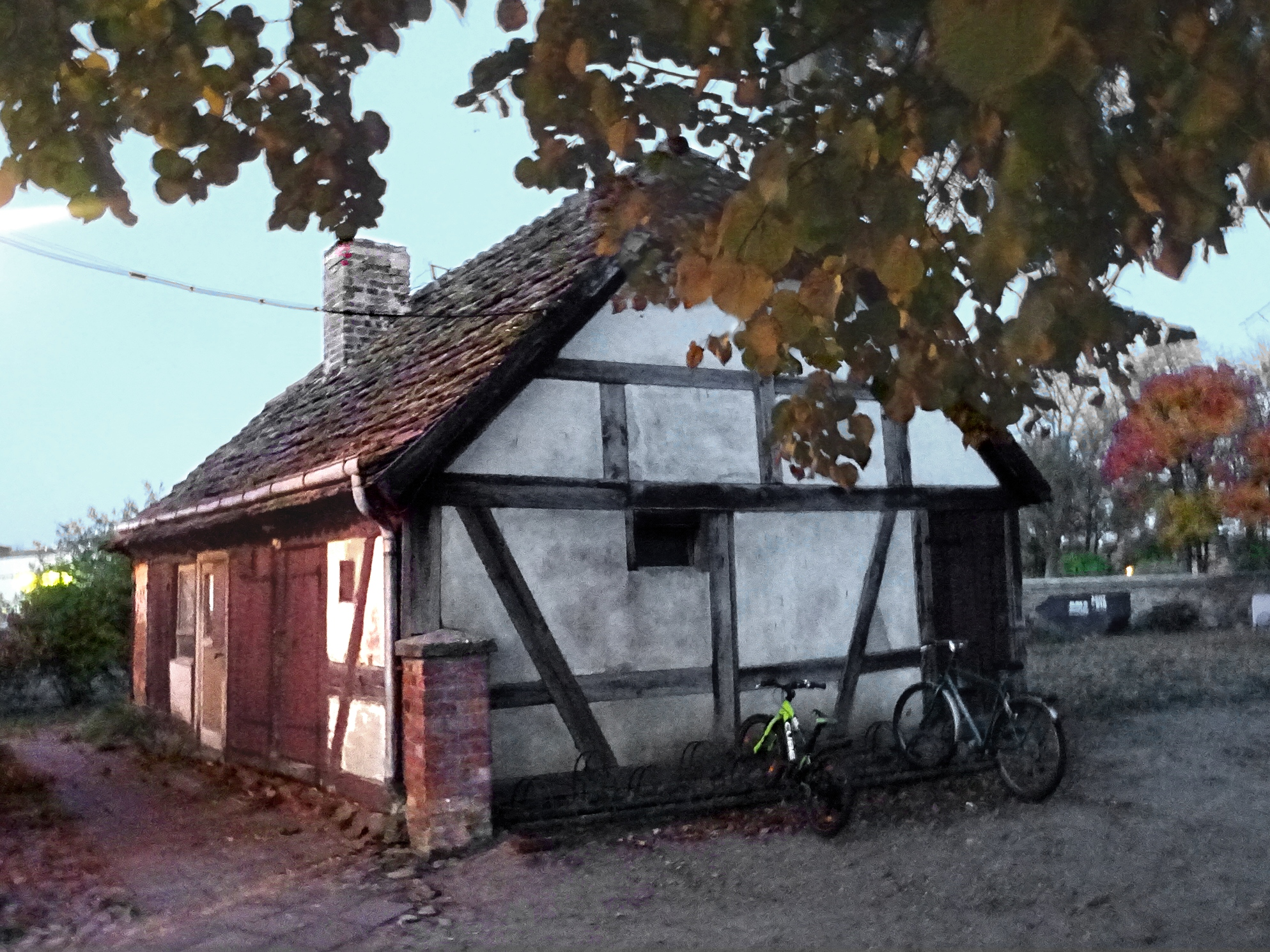
Denkmalgeschütztes Stallgebäude des Küstergrundstücks

Bauliche Anlagen des südlich der Kirche gelegenen Klosters existieren nicht mehr. Mehrere Bauten im Umfeld, so das Pfarrhaus, wurden 1945 zerstört. Erhalten geblieben ist ein Stall des Küsterhauses nordöstlich der Kirche. Er steht als eigenständiges Objekt unter Denkmalschutz. Das Gebäude entstand um 1800 und ist ein einstöckiger Fachwerkbau mit Krüppelwalmdach.